# 화학생태학
화학생태학(Chemical ecology)은 살아있는 유기체 사이의 화학적으로 매개된 상호 작용과 이러한 상호 작용이 관련 유기체의 인구 통계, 행동 및 궁극적으로 진화에 미치는 영향에 대한 연구이다. 따라서 방대하고 고도로 학제적인 분야이다. 화학생태학자는 군집 또는 생태계 과정을 매개하는 신호로 기능하는 특정 분자(즉, 기호화학물질)를 식별하고 이러한 신호의 진화를 이해하고자 한다. 이러한 역할을 하는 물질은 일반적으로 작고 쉽게 확산되는 유기 분자이지만 더 큰 분자와 작은 펩타이드도 포함될 수 있다.
실제로 화학생태학은 박층 크로마토그래피, 고성능 액체 크로마토그래피 및 가스 크로마토그래피와 같은 크로마토그래피 기술에 광범위하게 의존하여 생체 활성 대사 산물을 분리하고 식별한다. 원하는 활동이 있는 분자를 식별하기 위해 화학 생태학자는 종종 생물 검정 기반 분류를 사용한다. 오늘날 화학 생태학자들은 또한 화학적 매개 상호작용의 기초가 되는 생합성 및 신호 전달 경로를 이해하기 위해 유전 및 게놈 기술을 통합한다.